# Главная редакция Молдавской советской энциклопедии
Главная редакция Молдавской советской энциклопедии — научное учреждение, издававшее справочно-энциклопедическую литературу в Молдавской ССР. Была основана в 1967 году в составе Академии наук МССР на правах НИИ. С 1974 года находилась в системе Государственного комитета Молдавской ССР по делам издательств, полиграфии и книжной торговли при сохранении научного и методического руководства Академии наук МССР. Издавала универсальные, региональные и отраслевые энциклопедии, словари и другие виды справочно-энциклопедической и нормативной литературы. В 1970—81 годах выпустила Молдавскую советскую энциклопедию в 8 томах. В 1982 году на основе Молдавской советской энциклопедии была издана краткая энциклопедия «Советская Молдавия». Среди других изданий: Орфографический словарь молдавского языка (1978), Краткий этимологический словарь молдавского языка (1978), Русско-молдавский математический словарь (1980), Русско-молдавский словарь общественно-политических терминов (1980), Русско-молдавский политехнический словарь (1983), Политехнический словарь (1984), детская энциклопедия «Вряу сэ штиу» (1983—84), Популярная медицинская энциклопедия (1984), Энциклопедия виноградарства (1986—87). Главными редакторами были академики АН МССР Я. С. Гросул (1967—74), И. К. Вартичан (1974—82), А. И. Тимуш (1983—87).
С 1991 года — Энциклопедическое издательство имени Георге Асаки (Editura Enciclopedică „Gheorghe Asachi”). В 1992—95 годах выпустило ряд изданий. Впоследствии было ликвидировано.